# Josep Ros Casadevall
Josep Ros Casadevall (Bescanó, 1926 - Girona, 2018) va ser un arquitecte català actiu a les comarques de Girona. Va obtenir la titulació d'arquitecte a Barcelona l'any 1957. Va estar lligat a la seu de la Demarcació de Girona del COAC, de la qual va ser president entre els anys 1968 i 1971.
És autor d'obres conegudes i valorades, com per exemple la Torre Catalunya a la plaça de Catalunya de Girona, el gratacel de Salt o l'estadi de Montilivi de Girona. També va col·laborar en el projecte del Camp Nou del FC Barcelona. En l'àmbit de l'arquitectura religiosa destaca la seva participació en la reforma de la Catedral de Girona, l'església de l'Assumpta de Bescanó o la parròquia de Sant Gregori.
Josep Ros fou també autor de nombrosos habitatges particulars: la casa Sarasa o la casa Falló, ambdues a Girona i de les urbanitzacions de la Costa Brava, Fané de Dalt, Puig-Rom, Empuriabrava, Treumal de Dalt o Roca Grossa.